# 金赫拉
金赫拉或譯金曦歐拉（韓語：김히어라，1989年3月18日—），韓國女演員。名字為其父親所取的純韓文本名，意為“活得白白淨淨”。2009年透過音樂劇《殺人魔傑克》正式出道，之後多數活躍於音樂劇和舞台劇領域，2021年後開始參演電視劇作品。

## 演出作品

### 電視劇
- 2021年：JTBC《怪物》飾演 房珠善
- 2021年：tvN《機智醫生生活2》飾演 安成珠（肝病患者）
- 2021年：tvN《Bad and Crazy》飾演 龍社長
- 2022年：JTBC《氣象廳的人們：社內戀愛殘酷史篇》
- 2022年：ENA《非常律師禹英禑》飾演 季向心（特別出演）
- 2022年：KBS2《真劍勝負》飾演 太室長
- 2022年：Netflix《黑暗荣耀》飾演 李蓑羅
- 2023年：tvN《驅魔麵館2：全面回擊》飾演 崔加利

### 電影
- 2006年：短篇電影《我心中的搖滾樂》飾演 齊米娜
- 待定：《救援者》饰演 春书[6]

### 音樂劇
- 2009年：《第4屆CJ Young Festival獲獎作品演出 – 音樂盒》飾演 李荷娜
- 2009年：《殺人魔傑克》飾演 群演之一
- 2010年：《開膛手傑克》飾演 群演之一/歌莉亞
- 2010年：《早安學校》飾演 珉依的社會科老師
- 2011年：《開膛手傑克》飾演 群演之一
- 2012年：《西便制》飾演 群演之一
- 2012年：《印塘水戀歌》飾演 群演之一
- 2013年：《大邱國際音樂劇節（朝鲜语：대구국제뮤지컬페스티벌） – You&Me》飾演 小愛
- 2014年：《薩里耶利》飾演 群演之一
- 2014年：《浪漫滿屋》飾演 群演之一
- 2015年：《薩里耶利紀念演唱會》飾演 卡特里娜
- 2016年：《Little Jack》飾演 茱莉
- 2016年：《粉絲來信》飾演 光
- 2017年：《沒出息的歷史》飾演 雪夏
- 2017年：《Little Jack》飾演 茱莉
- 2017年：《粉絲來信》飾演 光
- 2018年：《鬼玩人》飾演 琳達
- 2018年：《卡拉馬佐夫兄弟》飾演 格露莎
- 2018年：《Bernarda Alba》飾演 年輕女僕
- 2018年：《春夜》飾演 吳順
- 2018年：《瑪莉居禮》飾演 安妮
- 2019年：《月亮與六便士》飾演 米歇爾
- 2019年：《粉絲來信》飾演 光
- 2020年：《瑪莉居禮》飾演 安妮
- 2020年：《Artis》飾演 埃洛兹
- 2021年：《Bernarda Alba》飾演 阿黛拉
- 2021年：《友珍與有珍》飾演 有珍

### 舞台劇
- 2014年：《幽靈遊戲》飾演 智妍
- 2016年：《天使啊，看看故鄉》飾演 蘿拉
- 2017年：《貝赫莫斯》飾演 멀티
- 2019年：《新聞指南》飾演 女子
- 2020年：《即便魯莽，安蒂岡妮》飾演 安蒂岡妮2/信差/侍從
- 2021年：《關釜聯絡船》飾演 尹心悳

## 獎項紀錄
- 2013年：第7屆DIMF頒獎禮（朝鲜语：대구국제뮤지컬페스티벌） – 最佳女配角
- 2017年：StageTalk Audience Choice Awards – 最佳舞台劇演員 新人女演員獎
- 2017年：第6屆Yegreen Musical Award（朝鲜语：예그린뮤지컬어워드） – 新人女演員獎

## 外部連結
- 金赫拉的Instagram帳戶
- 金赫拉的X（前Twitter）
- YouTube上的金赫拉頻道
- 金赫拉在PlayDB上的資料 （页面存档备份，存于）